# Ron-Robert Zieler
Ron-Robert Zieler, né le 12 février 1989 à Cologne, est un footballeur international allemand qui évolue au poste de gardien de but au FC Cologne.

## Biographie

### Formations allemandes et anglaises
Après avoir « fait ses classes » en Allemagne , il commence sa carrière à Manchester United sans jamais prendre part à la moindre rencontre officielle. Il est prêté à Northampton FC dans la foulée où il ne joue que deux matchs .

### Titulaire à Hanovre
À l'intersaison 2010, alors libre de tout contrat, Zieler retourne en Allemagne au club de Hanovre 96 en première division. Intégré, dans un premier temps, à l’équipe réserve, il est positionné comme troisième gardien dans la hiérarchie derrière Florian Fromlowitz et Markus Miller. Après la trêve hivernale, l'entraîneur Mirko Slomka prend la décision de titulariser Ron-Robert Zieler, à 21 ans, en équipe première pour la deuxième moitié de saison. Le gardien dispute son premier match le 16 janvier 2011 contre l'Eintracht Francfort pour le compte de la 18e journée de championnat en n'encaissant aucun but lors de la partie (3-0).
Il commence l'exercice 2011-2012 sur le même rythme, avec de solides prestations, qui lui valent d'être convoqué par le sélectionneur allemand Joachim Löw en août 2011 face au Brésil. Il s'installe dans la hiérarchie comme troisième gardien pour suppléer Manuel Neuer et Tim Wiese. Cependant, il doit attendre le 11 novembre, dans une équipe remaniée, pour honorer sa première cape lors d'une opposition amicale contre l'Ukraine.
Désireux ne pas évoluer en seconde division, le gardien active une clause contractuelle pour quitter l'équipe contre une indemnité de transfert de 3,5 millions d'euros.

### Courte expérience anglaise
C'est le montant versé, le 3 juin 2016, par Leicester City pour recruter Zieler en lui faisant signer un contrat de quatre ans. Son arrivée a pour but de suppléer le gardien titulaire Kasper Schmeichel en raison de la multiplication des matchs à disputer lors de la saison. 
Il débute l'exercice sur le banc des remplaçants et doit attendre la troisième journée de championnat avec la sortie sur blessure du gardien danois, en seconde période à cause d'une hernie, pour disputer ses premières minutes avec le champion d'Angleterre. Le retour rapide du gardien titulaire pousse Zieler à être de nouveau remplaçant. Une nouvelle blessure à la main de Schmeichel, en novembre, va permettre à l'Allemand d'enchaîner les titularisations. Cependant, il ne parvient pas à garder sa cage inviolée et va céder une nouvelle fois sa place dans les buts. Il s'ensuit quelques matchs de coupes disputés en février 2017, qui sont ses dernières apparitions sur le terrain.

### Retour en Allemagne
Le 11 juillet 2017, le VfB Stuttgart annonce que Zieler signe un contrat de trois ans avec le club, soit jusqu'en 2020. Le montant du transfert est estimé aux alentours de 4 millions d'euros (environ 3,5 millions de livres sterling). Le gardien a accepté une baisse de salaire pour revenir en Bundesliga et vient pour concurrencer le gardien titulaire de l'équipe jusqu'alors, Mitchell Langerak.
Il rejoint ensuite Hanovre 96 en 2019.
Le 13 août 2020, Zieler est prêté pour une saison au FC Cologne. Il fait donc son retour dans le club qui l'a formé.

## Statistiques détaillées
| Saison                | Club                    | Championnat           | Championnat | Championnat | Coupe(s) nationale(s) | Coupe(s) nationale(s) | Supercoupe | Supercoupe | Compétition(s) continentale(s) | Compétition(s) continentale(s) | Compétition(s) continentale(s) | Allemagne | Allemagne | Total | Total |
| Saison                | Club                    | Division              | M.          | B.          | M.                    | B.                    | M.         | B.         | Comp.                          | M.                             | B.                             | M.        | B.        | M.    | B.    |
| 2008–2009             | Northampton Town (prêt) | League One (D3)       | 2           | 0           | -                     | -                     | -          | -          | -                              | -                              | -                              | -         | -         | 2     | 0     |
| 2009–2010             | Manchester United       | Premier League        | -           | -           | -                     | -                     | -          | -          | C1                             | -                              | -                              | -         | -         | 0     | 0     |
| 2010–2011             | Hanovre 96              | Bundesliga            | 15          | 0           | -                     | -                     | -          | -          | -                              | -                              | -                              | -         | -         | 15    | 0     |
| 2011–2012             | Hanovre 96              | Bundesliga            | 34          | 0           | 2                     | 0                     | -          | -          | C3                             | 8                              | 0                              | 1         | 0         | 45    | 0     |
| 2012–2013             | Hanovre 96              | Bundesliga            | 34          | 0           | 3                     | 0                     | -          | -          | C3                             | 11                             | 0                              | 1         | 0         | 49    | 0     |
| 2013–2014             | Hanovre 96              | Bundesliga            | 34          | 0           | 2                     | 0                     | -          | -          | -                              | -                              | -                              | 1         | 0         | 37    | 0     |
| 2014–2015             | Hanovre 96              | Bundesliga            | 34          | 0           | 2                     | 0                     | -          | -          | -                              | -                              | -                              | 3         | 0         | 39    | 0     |
| 2015–2016             | Hanovre 96              | Bundesliga            | 34          | 0           | 2                     | 0                     | -          | -          | -                              | -                              | -                              | -         | -         | 36    | 0     |
| 2019–2020             | Hanovre 96              | 2.Bundesliga          | 29          | 0           | 1                     | 0                     | -          | -          | -                              | -                              | -                              | -         | -         | 30    | 0     |
| 2021–2022             | Hanovre 96              | 2.Bundesliga          | 24          | 0           | 2                     | 0                     | -          | -          | -                              | -                              | -                              | -         | -         | 26    | 0     |
| 2022–2023             | Hanovre 96              | 2.Bundesliga          | 33          | 0           | -                     | -                     | -          | -          | -                              | -                              | -                              | -         | -         | 33    | 0     |
| 2023–2024             | Hanovre 96              | 2.Bundesliga          | 18          | 0           | -                     | -                     | -          | -          | -                              | -                              | -                              | -         | -         | 18    | 0     |
| Sous-total            | Sous-total              | Sous-total            | 289         | 0           | 14                    | 0                     | -          | -          | -                              | 19                             | 0                              | 6         | 0         | 328   | 0     |
| 2016–2017             | Leicester City          | Premier League        | 9           | 0           | 3                     | 0                     | -          | -          | C1                             | 1                              | 0                              | -         | -         | 13    | 0     |
| Sous-total            | Sous-total              | Sous-total            | 9           | 0           | 3                     | 0                     | -          | -          | -                              | 1                              | 0                              | 0         | 0         | 13    | 0     |
| 2017–2018             | VfB Stuttgart           | Bundesliga            | 34          | 0           | 3                     | 0                     | -          | -          | -                              | -                              | -                              | -         | -         | 37    | 0     |
| 2018–2019             | VfB Stuttgart           | Bundesliga            | 34+2        | 0           | 1                     | 0                     | -          | -          | -                              | -                              | -                              | -         | -         | 37    | 0     |
| Sous-total            | Sous-total              | Sous-total            | 71          | 0           | 4                     | 0                     | -          | -          | -                              | 0                              | 0                              | 0         | 0         | 75    | 0     |
| 2020–2021             | 1. FC Cologne (prêt)    | Bundesliga            | 2           | 0           | -                     | -                     | -          | -          | -                              | -                              | -                              | -         | -         | 2     | 0     |
| Sous-total            | Sous-total              | Sous-total            | 2           | 0           | 0                     | 0                     | 0          | 0          | -                              | 0                              | 0                              | 0         | 0         | 2     | 0     |
| Total sur la carrière | Total sur la carrière   | Total sur la carrière | 373         | 0           | 21                    | 0                     | -          | -          | -                              | 19                             | 0                              | 6         | 0         | 419   | 0     |

## Palmarès
Manchester United
- Coupe de la ligue anglaise
  - Vainqueur (1) : 2009

 Allemagne -19 ans
- Euro U19
  - Vainqueur (1) : 2008.

 Allemagne
- Coupe du monde
  - Vainqueur (1) : 2014